# Puya lasiopoda
Puya lasiopoda är en gräsväxtart som beskrevs av Lyman Bradford Smith. Puya lasiopoda ingår i släktet Puya och familjen Bromeliaceae. Inga underarter finns listade i Catalogue of Life.